# Dimitar Penev
Dimitar Penev (búlgar: Димитър Пенев)  (Mirovyane, 12 de juliol de 1945) és un exfutbolista búlgar de la dècada de 1960 i entrenador.
Fou 90 cops internacional amb la selecció búlgara amb la qual participà en tres mundials com a jugador i en un com a entrenador.
Pel que fa a clubs, defensà els colors de Lokomotiv Sofia i CSKA Sofia.
Dimităr Penev és oncle del jugador Lyuboslav Penev.

## Referències

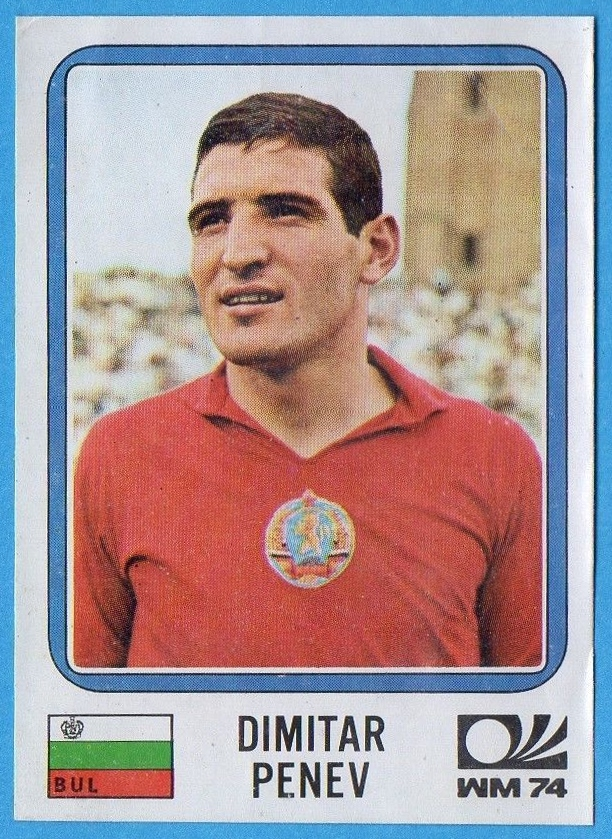
Dimitar Penev com a jugador